# Reiteralm (Bad Gastein)
Die Reiteralm ist eine Alm in der Gemeinde Bad Gastein im österreichischen Bundesland Salzburg.

## Lage und Charakteristik
Die Reiteralm liegt in einer Senke nördlich der Alpengasthauses Poserhöhe und nordwestlich des Berggipfels des Fronecks in der Ankogelgruppe. Sie gehört zur Ortschaft Bad Gastein und zur Katastralgemeinde Remsach. Eine Almhütte steht auf einer Höhe von 1532 m ü. A. Das Gelände fällt Richtung Nordwesten zum Scheiblingbach ab, einem rechtsseitigen Nebenbach der Gasteiner Ache. Westlich der Alm erstreckt sich ein Grauerlen-Hangwald.

## Geschichte
Im von 1823 bis 1830 erstellten Franziszeischen Kataster ist die Alm unter der Bezeichnung Stummer Alpe mit zwei Gebäuden verzeichnet.